# 延吉新村街道
延吉新村街道，位于杨浦区中部，1984年底从长白街道分出，并划入控江街道部分组建而成。东以安图路、靖宇东路、敦化路、内江路为界，与长白新村街道相接；西以双阳路为界，与控江路街道毗邻；南沿周家嘴路与大桥街道、定海路街道相邻；北隔东走马塘与五角场镇，长白新村街道相望。面积1.96平方公里。户籍人口7.87万人（2008年）。
辖境内主要新村有延吉新村、控江新村、友谊新村、长白新村、内江新村等。辖境还内有杨浦公园、延春公园、内江公园、长白电影院、杨浦体育场、杨浦体育馆、杨浦科技馆、杨浦青少年科技馆等公共设施。上海理工大学医疗专科学院（上海医疗器械高等专科学校）和出版印刷学院（上海出版印刷高等专科学校）也位于辖境内。上海轨道交通八号线穿越延吉新村街道。

## 行政区划
延吉新村街道下辖以下居委会：敦化路居委会、控江路六四五弄居委会、控江七村居委会、友谊新村居委会、松花江路居委会、舒兰路居委会、内江新村居委会、长白三村居委会、延吉一村居委会、延吉二、三村居委会、延吉四村居委会、延吉五、六村居委会、延吉七村居委会、控江东三村居委会、控江西三村居委会、控江五村居委会、杨家浜居委会。